# Vyšná Voľa
Vyšná Voľa este o comună slovacă, aflată în districtul Bardejov din regiunea Prešov. Localitatea se află la altitudinea de 325 m deasupra n.m., se întinde pe o suprafață de 8,84 km2 și în 2017 număra 392 de locuitori.

## Istoric
Localitatea Vyšná Voľa este atestată documentar din 1310.

## Demografie
| An:                | 1994 | 2004   | 2014   | 2024   |
| ------------------ | ---- | ------ | ------ | ------ |
| Număr de persoane: | 386  | 397    | 398    | 402    |
| Diferență:         |      | +2,84% | +0,25% | +1,00% |

| An:                | 2023 | 2024  |
| ------------------ | ---- | ----- |
| Număr de persoane: | 400  | 402   |
| Diferență:         |      | +0,5% |